# Nick Smith Jr.
Pour les articles homonymes, voir Smith.
Nicholas Smith Jr., né le 18 avril 2004 à Sherwood dans l'Arkansas, est un joueur américain de basket-ball. Il évolue aux postes de meneur et arrière, et mesure 1,88 m.

## Biographie

### Carrière universitaire
Entre 2022 et 2023, il joue pour les Razorbacks de l'Arkansas à l'université de l'Arkansas.

### Carrière professionnelle

#### Hornets de Charlotte (depuis 2023)
Le 22 juin 2023, il est choisi en 27e position par les Hornets de Charlotte lors de la draft 2023 de la NBA.
Entre le 4 décembre 2023 et le 4 mars 2024, il est envoyé plusieurs fois au Swarm de Greensboro, l'équipe de G-League affiliée aux Hornets.

## Palmarès

### Lycée
- McDonald's All-American en 2022
- Jordan Brand Classic en 2022
- Nike Hoop Summit en 2022

## Statistiques
gras = ses meilleures performances

### Universitaires
| Saison    | Équipe   | Matchs | Titul. | Min./m | % Tir | % 3pts | % LF | Rbds/m. | Pass/m. | Int/m. | Ctr/m. | Pts/m. |
| --------- | -------- | ------ | ------ | ------ | ----- | ------ | ---- | ------- | ------- | ------ | ------ | ------ |
| 2022-2023 | Arkansas | 17     | 14     | 25,8   | 37,6  | 33,8   | 74,0 | 1,65    | 1,71    | 0,82   | 0,12   | 12,53  |
| Carrière  | Carrière | 17     | 14     | 25,8   | 37,6  | 33,8   | 74,0 | 1,65    | 1,71    | 0,82   | 0,12   | 12,53  |

### Professionnelles
| Saison    | Équipe    | Matchs | Titul. | Min./m | % Tir | % 3pts | % LF | Rbds/m. | Pass/m. | Int/m. | Ctr/m. | Pts/m. |
| --------- | --------- | ------ | ------ | ------ | ----- | ------ | ---- | ------- | ------- | ------ | ------ | ------ |
| 2023-2024 | Charlotte | 51     | 0      | 14,3   | 39,1  | 43,2   | 86,7 | 1,41    | 1,16    | 0,20   | 0,14   | 5,92   |
| Carrière  | Carrière  | 51     | 0      | 14,3   | 39,1  | 43,2   | 86,7 | 1,41    | 1,16    | 0,20   | 0,14   | 5,92   |

## Records sur une rencontre en NBA
Les records personnels de Nick Smith Jr. en NBA sont les suivants :
| Type de statistique        | Saison régulière | Saison régulière         | Saison régulière |
| Type de statistique        | Record           | Adversaire               | Date             |
| -------------------------- | ---------------- | ------------------------ | ---------------- |
| Points                     | 24               | 2 fois                   | 2 fois           |
| Paniers marqués            | 9                | 3 fois                   | 3 fois           |
| Paniers tentés             | 20               | @ Cavaliers de Cleveland | 14 avril 2024    |
| Paniers à 3 points réussis | 6                | @ Cavaliers de Cleveland | 14 avril 2024    |
| Paniers à 3 points tentés  | 11               | 2 fois                   | 2 fois           |
| Lancers francs réussis     | 7                | @ Bucks de Milwaukee     | 9 février 2024   |
| Lancers francs tentés      | 8                | @ Bucks de Milwaukee     | 9 février 2024   |
| Rebonds offensifs          | 2                | 4 fois                   | 4 fois           |
| Rebonds défensifs          | 5                | 6 fois                   | 6 fois           |
| Rebonds totaux             | 6                | 3 fois                   | 3 fois           |
| Passes décisives           | 6                | Lakers de Los Angeles    | 27 janvier 2025  |
| Interceptions              | 2                | Pacers de l'Indiana      | 4 février 2024   |
| Contres                    | 2                | 2 fois                   | 2 fois           |
| Balles perdues             | 4                | 2 fois                   | 2 fois           |
| Minutes jouées             | 39               | Wizards de Washington    | 3 février 2025   |

- Double-double : 0
- Triple-double : 0

Dernière mise à jour : 19 février 2025